# Now and Again
Now and Again é  uma série de ficção científica americana de 22 episódios divididos em 1 única temporada, exibidos entre 1999 e 2000. A história gira em torno do governo americano criando o corpo humano perfeito para uso em espionagem, porém não conseguem ainda aperfeiçoar o cérebro. Em uma tentativa de colocar o projeto em funcionamento, eles levam o cérebro do pai de família Michael Wiseman, que havia sido morto por um trem.
Em sua nova vida, Michael é mantido em um apartamento onde ele é treinado por especialistas do governo, liderado pelo Dr. Theodore Morris, na arte da espionagem. Apesar de sua nova vida e novas habilidades, Michael deseja retornar a sua esposa Lisa e filha Heather, que se estão descobrindo que nem tudo é como parece com a morte de Michael.

## A Série
Michael Wiseman (John Goodman no piloto e flashbacks) vive no subúrbio de Nova York com sua esposa Lisa (Margaret Colin) e sua filha Heather (Heather Matarazzo) trabalhando como um executivo de uma companhia de seguros. Quando preterido para uma promoção, Michael e seu amigo e colega de trabalho Roger (Gerrit Graham) saem pra beber depois do trabalho. Enquanto estava na plataforma do metrô indo para casa naquela noite, Michael é acidentalmente jogado para fora da plataforma diretamente no caminho de um trem. Quando ele acorda, ele vê Dr. Theodore Morris (Dennis Haysbert), líder de um projeto ultra secreto do governo americano para criar artificialmente o corpo humano perfeito (Eric Close). Porém, não é possível criar um cérebro a partir do zero, assim, Dr. Morris salvou o cérebro de Michael de seu corpo morto e implantou-o no corpo engenhado pelo governo. O processo permite Michael Wiseman continuar a viver, mas também o obriga a trabalhar como um experimento para o Dr. Morris e, ocasionalmente, ajudar a combater os terroristas. Devido à natureza ultra secreta do projeto, é dito à Michael que ele nunca poderá ter contato novamente com sua esposa ou filha, sob pena de sua própria morte e a morte de qualquer pessoa que ele fale de sua existência. Apesar da ameaça, Michael encontra maneiras de entrar em contato com sua família, mantendo a sua verdadeira identidade em segredo.
Ao longo da série, Dr. Morris continua os experimentos em Michael, testando os limites de suas habilidades e força. Michael é ocasionalmente usado para completar missões secretas ou frustrar a atividade criminosa, enquanto Lisa e Heather acabam ficando sem dinheiro, porque a seguradora se recusa a pagar os direitos de Michael, levando Lisa para se tornar uma corretora de imóveis.

## Personagens

### Principal
- Michael Wiseman (Eric Close), um executivo de seguros que foi morto em um acidente; seu cérebro foi implantado em um corpo geneticamente modificado.
- Dr. Theodore Morris (Dennis Haysbert), o chefe do projeto ultra secreto do governo para projetar um ser humano perfeito.
- Lisa Wiseman (Margaret Colin), viúva de Michael, a dona de casa teve que aprender a seguir em frente com a vida após a morte do marido.
- Heather Wiseman (Heather Matarazzo), a filha adolescente de Michael.
- Roger Bender (Gerrit Graham), o melhor amigo e companheiro executivo da Michael na companhia de seguros.

### Recorrentes
- The Eggman (Kim Chan), um terrorista que usa ovos para acomodar um gás venenoso mortal.
- Gerald Misenbach (Chip Zien), um advogado que representa Lisa em lidar com a companhia de seguros de Michael, e mais tarde um potencial pretendente.
- Craig Spence (Chad Lowe), corrupto chefe de Michael na companhia de seguros, que é totalmente contra a pagar os direitos de Michael.
- Agente Especial # 1 (Timothy Devlin), braço direito Dr. Morris.
- Ruth Bender (Christine Baranski, esposa) de Roger.

### Notáveis Aparições
- No primeiro episódio e nas cenas de flashback em episódios posteriores, John Goodman interpretou Michael Wiseman em seu corpo original.
- Reiko Aylesworth apareceu como Dr. Taylor, um fisioterapeuta de Michael Wiseman, enviado para testar seu apego romântico com sua ex-esposa.
- Mick Foley apareceu no episódio final como companheiro de cela do Eggman, e o auxilia na fuga do Eggman da prisão.
- Além disso, começando a partir do episódio 10, Charles Durning foi ouvido como narrador na leitura de um resumo da história no início de cada episódio.

## Episódios

### 1ª temporada
| Episódio # | Total # | Título                                 | Dirigido por        | Escrito por                                         | Estreia                 |
| --- | ------- | -------------------------------------- | ------------------- | --------------------------------------------------- | ----------------------- |
| 1 | 1       | "Origins"                              | Glenn Gordon Caron  | Glenn Gordon Caron                                  | 24 de Setembro de 1999  |
| O cérebro de Michael Wiseman é retirado do seu cadáver para ser implantado no interior do "homem perfeito", criado pelo Governo dos EUA. Dr. Theodore Morris, seu cuidador, avisa que ele nunca vai ver sua família novamente. |         |                                        |                     |                                                     |                         |
| 2 | 2       | "On the Town"                          | Christopher Misiano | Glenn Gordon Caron                                  | 1 de Outubro de 1999    |
| Desesperado, Michael se liberta e sequestra seu antigo parceiro de negócios, Roger, forçando-o a dirigir até sua antiga casa. Roger, no entanto, não tem conhecimento de quem este jovem é. |         |                                        |                     |                                                     |                         |
| 3 | 3       | "Over Easy"                            | Alan Taylor         | Glenn Gordon Caron                                  | 8 de Outubro de 1999    |
| A cidade recebe uma ameaça de "The Eggman" que afirma que ele vai lançar um gás venenoso. Dr. Morris leva Michael para tentar detê-lo, sem saber que Roger e Lisa - unidos por Heather - estão seguindo Michael para descobrir quem ele é. |         |                                        |                     |                                                     |                         |
| 4 | 4       | "One For the Money"                    | Susan Seidelman     | Hans Tobeason                                       | 15 de Outubro de 1999   |
| Michael recebe uma missão do Dr. Morris, mas seus sentimentos morais sobre a questão não ajudam seu relacionamento com seu mentor; enquanto Lisa e Heather tem problemas de dinheiro. |         |                                        |                     |                                                     |                         |
| 5 | 5       | "The Insurance Man Always Rings Twice" | Vincent Misiano     | René Echevarria                                     | 22 de Outubro de 1999   |
| Michael descobre que Lisa está vendendo sua casa e pede ao Dr. Morris para descobrir o que está acontecendo, e para salvar sua esposa e "convencer" seu ex-chefe Craig Spence a pagar sua apólice de seguro. |         |                                        |                     |                                                     |                         |
| 6 | 6       | "Nothing To Fear But Nothing To Fear"  | Tim Van Patten      | Michael Angeli                                      | 5 de Novembro de 1999   |
| Michael fica surpreso quando Lisa aparece em seu apartamento para pedir-lhe para sair fora, mas o Dr. Morris proíbe seu envolvimento; enquanto uma onda de atos perigosos, aparentemente aleatórios varre a cidade. |         |                                        |                     |                                                     |                         |
| 7 | 7       | "A Girl's Life"                        | Bryan Spicer        | Marlane Emily Gomard                                | 12 de Novembro de 1999  |
| Quando Heather é atingida por um raio, Michael convence Dr. Morris para deixá-lo ir para a sua cama, onde ela acorda e vê-o para fora de sua janela, levando-a a afirmar que um anjo a salvou. |         |                                        |                     |                                                     |                         |
| 8 | 8       | "Pulp Turkey"                          | Harry Winer         | Ted Humphrey                                        | 19 de Novembro de 1999  |
| Três noites de "Ações de Graças" separadas se colidem em uma noite movimentada para Michael, Dr. Morris, Lisa, Heather e Roger. |         |                                        |                     |                                                     |                         |
| 9 | 9       | "By The Light Of The Moon"             | Vincent Misiano     | René Echevarria                                     | 26 de Novembro de 1999  |
| Dr. Morris é substituído por um novo médico, Dr. Taylor (Reiko Aylesworth) que intriga Michael; enquanto Lisa considera seus sentimentos românticos para seu pretendente, Gerald Misenbach. |         |                                        |                     |                                                     |                         |
| 10 | 10      | "I've Grown Accustomed To His Face"    | David Jones         | René Echevarria (Teleplay) Marlane Meyer (História) | 17 de Dezembro de 1999  |
| Na manhã ele é suposto a fazer um teste de "sobrevivência", Michael acorda e encontra a porta da frente aberta e seu apartamento vazio. Não tem certeza se é um teste ou o resultado de algum tipo de acidente, Michael é dada a chance de fugir para o mundo exterior. |         |                                        |                     |                                                     |                         |
| 11 | 11      | "Fire And Ice"                         | Vincent Misiano     | Ted Humphrey                                        | 7 de Janeiro de 2000    |
| Ao fazer testes perigosos em Michael, Morris se aproxima dele para ajudar a conquistar uma colega. |         |                                        |                     |                                                     |                         |
| 12 | 12      | "Disco Inferno"                        | Jace Alexander      | Marlane Meyer                                       | 14 de Janeiro de 2000   |
| Michael investiga uma igreja que é aparentemente o nexo de combustão humana espontânea. |         |                                        |                     |                                                     |                         |
| 13 | 13      | "I Am The Greatest"                    | Vincent Misiano     | Michael Angeli                                      | 28 de Janeiro de 2000   |
| Lisa começa seu difícil novo trabalho no mercado imobiliário; enquanto Michael Morris procuram o primeiro homem usado como experiência do governo que está foragido (Charles Malik Whitfield). |         |                                        |                     |                                                     |                         |
| 14 | 14      | "Film at Eleven"                       | Ronald L. Schwary   | Debbie Sarjeant                                     | 11 de Fevereiro de 2000 |
| Enquanto está de folga em um parque no Dia dos Namorados, Dr. Morris é chamado para se reunir com o presidente. Michael, para salvar uma vida em um assalto a banco, usa sua super-força, que é gravada por uma câmera de segurança. |         |                                        |                     |                                                     |                         |
| 15 | 15      | "Deep In My Heart Is A Song"           | Vincent Misiano     | Thomas Edward Bray                                  | 18 de Fevereiro de 2000 |
| Em inspetoria do General Irving (James Rebhorn), Michael cai em um coma aparente. Enquanto Dr. Morris tenta desesperadamente descobrir o que está errado, vemos flashbacks de Michael antes de se tornar um super-humano e um susto de saúde semelhante que ocorreu em seguida.                                                                                                   |         |                                        |                     |                                                     |                         |
| 16 | 16      | "Everybody Who's Anybody"              | Stephen Cragg       | Dan E. Fesman Harry Victor                          | 25 de Fevereiro de 2000 |
| Roger convida Lisa para uma recepção quando sua esposa não estiver disponível, e General Irving faz um pedido para Michael que ele vai para o caminho errado. |         |                                        |                     |                                                     |                         |
| 17 | 17      | "Boy Wonder"                           | Vincent Misiano     | Ted Humphrey                                        | 10 de Março de 2000     |
| Um adolescente com problemas mentais segue Michael até a casa depois que ele vê-lo usando sua super-força; Carteira de investimentos de Roger torna-se o tema da inveja de Craig Spence. |         |                                        |                     |                                                     |                         |
| 18 | 18      | "Lizzard's Tale"                       | Bob Balaban         | Deborah Sarjeant                                    | 31 de Março de 2000     |
| Em uma conferência médica, um antigo colega de Morris - tentando agora recrutá-lo para seu negócio de colheita de órgãos - torna-se muito interessado em Michael. |         |                                        |                     |                                                     |                         |
| 19 | 19      | "There Are No Words"                   | Aaron Lipstadt      | Thomas Edward Bray                                  | 14 de Abril de 2000     |
| O país lentamente se transforma em loucura depois de um misterioso vírus que remove as palavras de livros começa a aparecer em lugares que Dr. Morris freqüentemente visita. |         |                                        |                     |                                                     |                         |
| 20 | 20      | "The Bugmeister"                       | Sandy Smolan        | Michael Angeli                                      | 21 de Abril de 2000     |
| Roger é expulso por sua esposa e vem para ficar com Lisa, logo recebendo em seus nervos; Heather faz amizade com um especialista em insetos com um segredo; e Morris se encarrega de investigar uma praga de mosquitos que aparecem muito específico em seus alvos. |         |                                        |                     |                                                     |                         |
| 21 | 21      | "The Bugmeister, Part Bee"             | Vincent Misiano     | Michael Angeli                                      | 28 de Abril de 2000     |
| Dr. Morris e Michael tentam desesperadamente impedir uma série de ataques por um especialista em insetos. |         |                                        |                     |                                                     |                         |
| 22 | 22      | "The Eggman Cometh"                    | Ronald L. Schwary   | René Echevarria                                     | 5 de Maio de 2000       |
| Por um breve período, Michael fica sem um dispositivo de rastreamento e ele está determinado agora mais do que nunca para fugir e levar sua família com ele. Enquanto Eggman está para escapar da prisão e se vingar de Michael. Lisa descobre mais informações do que o esperado do Dr. Morris e Michael e, determinado a provar que ela acredita, decide confrontar Dr. Morris. |         |                                        |                     |                                                     |                         |

## Premiações

### Saturn Awards
2000
- "Melhor Atriz de TV" - Margaret Colin
- ""Melhor Ator Coadjuvante de TV" - Dennis Haysbert
- "Melhor Série de Rede de Televisão"

### Emmy
2000
- "Melhor Programa de Horário Nobre"[carece de fontes?]